# Swissôtel Hotels & Resorts
Swissôtel Hotels & Resorts — сеть отелей. Цепочка включает в себя 28 отелей в 15 странах мира и контролирует фонд из 13 000 номеров в Сингапуре, Цюрихе, Пекине, Чикаго, Берлине и других крупных городах мира. Штаб-квартира сети расположена в Цюрихе, Швейцарии, и возглавляется Президентом, Майнхардом Хуком.
Сеть Swissôtel Hotels & Resorts была основана в 1980 году в Цюрихе швейцарскими компаниями Swissair и Nestlé. Первые отели сети открылись в Берне, Женеве, Нью-Йорке и Цюрихе. В 1990 году гостиничная цепочка перешла под полный контроль Swissair, а в 1996 году штаб-квартира сети переместилась из Цюриха в Нью-Йорк.
В 2001 году в связи с серьёзными финансовыми трудностями в Swissair, сеть Swissôtel была продана холдингу Raffles, владеющему знаменитым отелем Raffles в Сингапуре.
В июле 2005 частная инвестиционная компания Colony Capital приобрела Raffles International Limited, на тот момент владеющую брендами Raffles и Swissôtel.
В мае 2006 года к портфолио Colony Capital также добавилась гостиничная цепочка Fairmont Hotels & Resorts, приобретенная совместно с Kingdom Hotels International. В результате слияния международных портфолио Fairmont и Raffles появился новый крупный игрок на гостиничном рынке — Fairmont Raffles Hotels International со штаб-квартирой в Торонто, управляющий 120 отелями в 23 странах мира под брендами Fairmont, Raffles и Swissôtel. Штаб-квартира Swissôtel Hotels & Resorts вновь была перенесена в Цюрих.
В декабре 2015 года Accor Hotels объявил о покупке FRHI Holdings Ltd., и включении брендов Swissotel, Fairmont и Raffles в портфолио компании. Закрытие сделки состоялось в июле 2016 года.

## Отели сети Swissôtel Hotels & Resorts

### Америка
- Эквадор

- Кито (1990)
- Гуаякиль (2017)

- Перу

- Лима (1994)

- США

- Чикаго

### Азия
- Бангладеш

- Дакка (2017)

- Китай

- Пекин (Swissôtel Beijing, Hong Kong Macau Center)
- Чанша (2017)
- Чэнду (2017)
- Фошань
- Ханчжоу (2019)
- Куньшань
- Шанхай (Swissôtel Grand Shanghai)
- Цзинань (2020)

- Индия

- Кольката

- Япония

- Осака (Swissôtel Nankai Osaka)

- Саудовская Аравия –

- Мекка (Swissotel Makkah)

- Сингапур

- Swissôtel The Stamford
- Swissôtel Merchant Court

- Таиланд

- Бангкок (Swissôtel Nai Lert Park and Swissôtel Le Concorde)
- Пхукет (Swissôtel Resort Phuket Kamala Beach and Swissôtel Resort Phuket Patong Beach)

- ОАЭ

- Дубай (Swissôtel Jadaf Dubai; 2018)

### Океания
- Австралия

- Сидней

### Европа
- Эстония

- Таллин (Swissôtel Tallinn)

- Германия

- Берлин (Swissôtel Berlin)
- Бремен
- Дрезден (Swissôtel Dresden am Schloss)
- Дюссельдорф/Нойс

- Казахстан

- Алматы (Swissotel Wellness Resort Alatau Almaty)

- Нидерланды

- Амстердам (Swissôtel Amsterdam)

- Россия

- Москва (Свиссотель Красные Холмы)
- Сочи (Swissôtel Resort Sochi Kamelia)

- Турция

- Анкара
- Бодрум (Swissôtel Resort Bodrum Hill; 2017, and Swissôtel Resort Bodrum Beach)
- Стамбул (Swissôtel Istanbul The Bosphorus and Swissôtel KozaPark Istanbul; 2019)
- Измир (Swissôtel Büyük Efes)

- Швейцария

- Базель (Swissôtel Le Plaza)
- Цюрих (Swissôtel Zürich)

## Swissôtel Hotels & Resorts в России
В Москве компания управляет пятизвездочным отелем «Swissôtel Красные Холмы», расположенным в 34-этажном здании вблизи метро Павелецкая.
В мае 2011 года подписан договор на управление пятизвездочным отелем «Swissôtel Сочи Камелия», открытие которого состоялось перед началом Зимних Олимпийских Игр в Сочи в 2014 году.